# Harpo (1992)
Harpo är ett studioalbum av den svenska popartisten Harpo, utgivet 1992 på WEA. Låten "Lycka" är en duett med Ted Gärdestad.

## Låtlista
Där inte annat anges är låtarna skrivna av Harpo.
1. "Tillbaka till gå" – 2:47
2. "Lycka" – 3:43
3. "Någonting ifrån stenåldern" – 3:50
4. "Huset som Jack byggde" – 3:24 (Harpo, Björn Linné)
5. "Blå himmel" – 4:15
6. "Nere på klubben" – 3:24
7. "Trubaduren och skönheten" – 3:28
8. "Om vi älskar" – 3:29
9. "Trubadur" – 5:22